# Nederlands kampioenschap 10 km 2023
Het Nederlands kampioenschap 10 km 2023 vond plaats op 12 februari 2023. Het was de vijftiende keer dat de Atletiekunie het Nederlands kampioenschap 10 km organiseerde met als inzet de nationale titel op de 10 km. De wedstrijd vond plaats in Schoorl tijdens de Groet uit Schoorl Run..
Nederlands kampioen 10 km bij de mannen werd Khalid Choukoud en bij de vrouwen won Diane van Es de titel in een nieuw Nederlands record.

## Uitslagen

### Mannen
| Rang   | Atleet            | Vereniging          | Tijd  |
| ------ | ----------------- | ------------------- | ----- |
| Goud   | Khalid Choukoud   | Cifla               | 28.34 |
| Zilver | Bas van Hooren    | Atletiek Maastricht | 28.41 |
| Brons  | Frank Futselaar   | De Liemers          | 28.43 |
| 4      | Filmon Tesfu      | SV Sportlust        | 28.51 |
| 5      | Jurjen Polderman  | AV Sprint           | 28.52 |
| 6      | Tom Hendrikse     |                     | 28.53 |
| 7      | Benjamin de Haan  | Rotterdam Atletiek  | 28.56 |
| 8      | Gianluca Assorgia | SV Sportlust        | 29.05 |
| 9      | Lucas Nieuweboer  | KAV Holland         | 29.07 |
| 10     | Noah Schutte      | Leiden Atletiek     | 29.18 |

### Vrouwen
| Rang   | Atleet            | Vereniging         | Tijd       |
| ------ | ----------------- | ------------------ | ---------- |
| Goud   | Diane van Es      | PAC                | 30.29 (NR) |
| Zilver | Silke Jonkman     | Groningen Atletiek | 32.28      |
| Brons  | Jacelyn Gruppen   | HAC '63            | 32.58      |
| 4      | Jennifer Gulikers | AV Unitas          | 33.10      |
| 5      | Anne Luijten      | Ciko '66           | 33.31      |
| 6      | Jip Vastenburg    |                    | 33.34      |
| 7      | Leonie Balter     | AVON               | 33.38      |

1999 ·
2005 ·
2006 ·
2007 ·
2008 ·
2009 ·
2010 ·
2011 ·
2012 ·
2013 ·
2014 ·
2015 ·
2016 ·
2017 ·
2018 ·
2019 ·
2021 ·
2022 ·
2023